# Stolephorus ronquilloi
Stolephorus ronquilloi är en fiskart som beskrevs av Wongratana, 1983. Stolephorus ronquilloi ingår i släktet Stolephorus och familjen Engraulidae. IUCN kategoriserar arten globalt som sårbar. Inga underarter finns listade i Catalogue of Life.